# Paul Collins’ Beat
Paul Collins’ Beat (ursprünglich The Beat, auch The Paul Collins Beat) ist eine US-amerikanische Band.

## Geschichte
Die Band entstand 1979 in Los Angeles. Die Gründungsmitglieder waren Paul Collins, Peter Case und Jack Lee. Sie waren zwischen 1977 und 1989 und von 1994 bis heute (2011) aktiv im Musikgeschäft. Zeitweilige Mitglieder der Gruppe waren Dennis Conway, Juancho Lopez, Octavio Vinck, Steven Huff, Jay Dee Daugherty, Patrick Collins, Mike Ruiz, Jimmy Ripp, Larry Whitman und Paul Bultitude.

## Diskographie

### Alben
- The Beat 1979 CBS Records (in den USA unter dem Namen The Beat veröffentlicht)
- The Kids Are The Same LP © 1981 CBS Records CD © 2005 Wounded Bird Records
- To Beat Or Not To Beat, 1983 EP, Passport Records (in den USA unter dem Namen The Beat veröffentlicht)
- Long Time Gone CD © 1985 © 2005 Wounded Bird Records
- Live At Universal CD © 1986
- One Night CD © 1989
- Paul Collins CD © 1992
- From Town To Town CD © 1999 Caroline Records/Wagon Wheel Records
- Live In Spain © 1999 Wagon Wheel Records
- Let’s Go (Paul Collins with The Yum Yums) © 1999
- Paul Collins CD © 2000 Julio’s Records Label
- The Beat Or Not The Beat: A Tribute To Paul Collins CD © 2002 Wagon Wheel Records
- Flying High CD © 2007 Get Hip Recordings
- Live In Europe: The Concert Free Web Download CD © 2008 Wagon Wheel Records
- Ribbon Of Gold CD © 2008 Rock Indiana
- Live At Berkeley Theatre with Eddie Money CD © 2009 Bill Graham Catalog on Wolfgang’s Vault